# Unité néphélométrique formazine
Pour les articles homonymes, voir FNU.
L'unité néphélométrique formazine (ou FNU pour Formazine Néphélométric Unit) est une unité de mesure de la turbidité. La turbidité est mesurée par la diffusion d'un rayon lumineux dans l'eau. Un test optique détermine la capacité de diffusion de la lumière par le milieu. Plus l'eau est trouble, plus l'indice est élevé.